# Pietro Parolin
Pietro Parolin OMRI • GCC (Schiavon, 17 de janeiro de 1955) é um sacerdote católico italiano. Cardeal desde 2014, é o secretário de Estado da Santa Sé desde 15 de outubro de 2013, nomeado pelo Papa Francisco. Como o cardeal-bispo sênior com menos de 80 anos, presidiu o conclave papal de 2025.
Antes de seu cargo como Secretário de Estado, Parolin atuou por trinta anos no serviço diplomático da Santa Sé, com missões na Nigéria, México e Venezuela, além de mais de seis anos como subsecretário de Estado para Relações com Estados. Como secretário de Estado, ele moldou a política externa do Vaticano sob o Papa Francisco, denunciando as ações de Israel em Gaza, pedindo o fim dos crimes de guerra e a proteção dos cidadãos de Gaza. Ele foi um dos principais arquitetos do acordo de 2018 entre a Santa Sé e a China.
Em questões doutrinárias, Parolin mantém os dogmas tradicionais da Igreja sobre sionismo, casamento entre pessoas do mesmo sexo e eutanásia, mas demonstra abertura para revisar disciplinas como o celibato clerical. Ordenado padre em 1980 por Arnoldo Onisto, foi consagrado bispo em 2009 pelo Papa Bento XVI e elevado a cardeal-bispo em 2018. Possui formação pela Pontifícia Universidade Gregoriana e pela Pontifícia Academia Eclesiástica. Seu lema, Quis nos separabit a caritate Christi? ("Quem nos separará do amor de Cristo?"), reflete sua fé.

## Biografia
Pietro Parolin nasceu em 17 de janeiro de 1955 em Schiavon, província e diocese de Vicenza, no Vêneto; ele é filho do lojista de ferragens, Luigi Parolin, e de Ada Miotti, professora primária. Com apenas dez anos perdeu o pai, que morreu num acidente de carro; sua mãe cuidava dele e de seus dois irmãos, Maria Rosa, hoje professora, e Giovanni, hoje magistrado.

### Formação sacerdotal e ministério

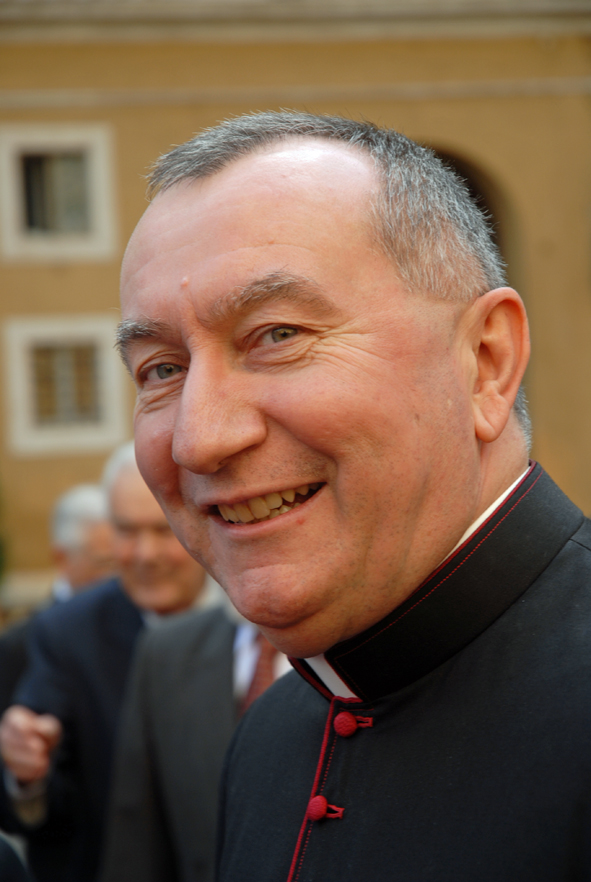
Monsignor Parolin em 2006.

Em 1969, aos quatorze anos, ingressou no Seminário Episcopal de Vicenza, sentindo amadurecer a sua vocação ao sacerdócio. Recebeu a ordenação sacerdotal em 27 de abril de 1980, por imposição das mãos de Arnoldo Onisto, bispo de Vicenza; foi incardinado, aos vinte e cinco anos, como sacerdote da mesma diocese. Durante dois anos foi vice-pároco na paróquia da Santíssima Trinità de Schio; mais tarde, os seus superiores decidiram enviá-lo a Roma para estudar na Pontifícia Universidade Gregoriana, com a perspectiva de torná-lo funcionário do tribunal diocesano. Aqui a sua vida sofreu uma viragem: Monsenhor Onisto colocou o jovem sacerdote à disposição da Santa Sé, que em 1983 ingressou na Pontifícia Academia Eclesiástica, onde são formados todos os futuros diplomatas do Vaticano.
Em 1 de julho de 1986, obteve a licenciatura em direito canônico pela Pontifícia Universidade Gregoriana com uma tese sobre o Sínodo dos Bispos.
Tendo ingressado no serviço diplomático da Santa Sé, trabalhou nas nunciaturas da Nigéria, de 1986 a 1989, e do México, de 1989 a 1992. No país latino-americano foi o protagonista das negociações que levaram ao reconhecimento jurídico da Igreja Católica e ao estabelecimento de relações diplomáticas com a Santa Sé. Concluída com sucesso a missão, regressou a Roma para a segunda secção da Secretaria de Estado. Ali permaneceu oito anos, até que em 2000 se transferiu para a seção italiana como colaborador do futuro cardeal Attilio Nicora. Abordou questões relativas ao ordinariado militar e à assistência religiosa a presos e pacientes hospitalares.
Em Roma, de 1996 a 2000, foi diretor da Villa Nazareth, instituição fundada depois da guerra pelo Cardeal Domenico Tardini para apoiar a educação de crianças merecedoras, mas pobres.
Em 30 de novembro de 2002, o Papa João Paulo II nomeou-o, aos quarenta e sete anos, subsecretário da Secção para as Relações com os Estados da Secretaria de Estado, onde colaborou primeiro com o Cardeal Angelo Sodano e depois com Tarcisio Bertone, tratando em particular das relações entre a Santa Sé e os países asiáticos, sobretudo o Vietnã e a China. Entre 2005 e 2007 foi duas vezes a Pequim.
Ele também deu uma contribuição fundamental para a adesão do Vaticano ao Tratado de Não Proliferação de Armas Nucleares.

### Ministério episcopal
Em 17 de agosto de 2009, o Papa Bento XVI nomeou-o, aos 54 anos, núncio apostólico na Venezuela, atribuindo-lhe simultaneamente a sede titular de Acquapendente com a dignidade pessoal de arcebispo titular. A nomeação ocorreu num período muito difícil para as relações entre a Igreja e as autoridades políticas do país sul-americano, na época lideradas pelo bolivariano Hugo Chávez.
Recebeu a consagração episcopal no dia 12 de setembro seguinte, na Basílica de São Pedro, no Vaticano, por imposição das mãos do próprio Pontífice, auxiliado pelos cardeais co-consagrados Tarcisio Bertone, S.D.B., Secretário de Estado de Sua Santidade, e William Joseph Levada, prefeito da Congregação para a Doutrina da Fé. Como lema episcopal, o novo Arcebispo Parolin escolheu Quis nos separabit a caritate Christi?, que traduzido significa “Quem nos separará do amor de Cristo?”.

### Secretário de Estado e Cardeal

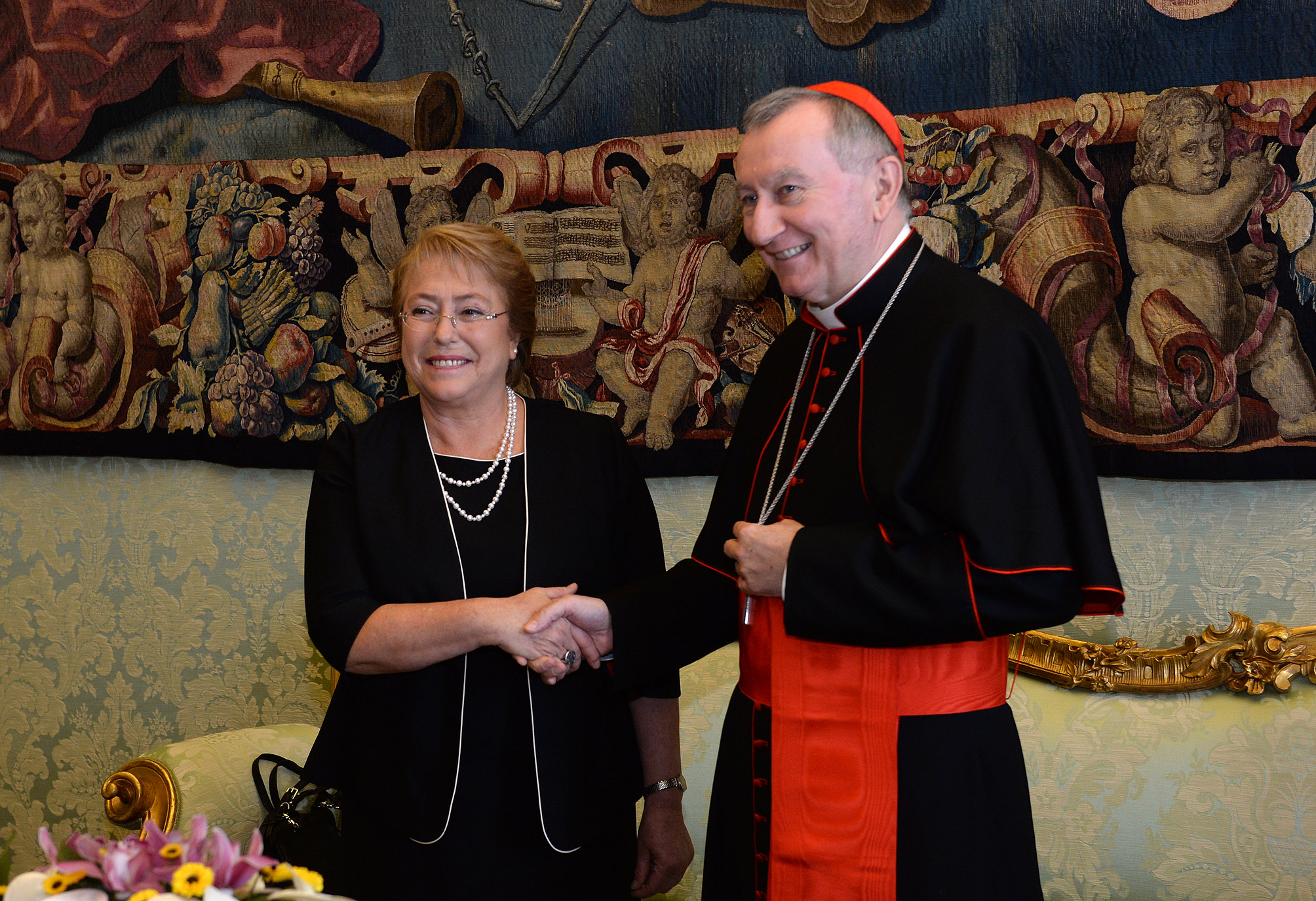
Cardeal Parolin com Michelle Bachelet.

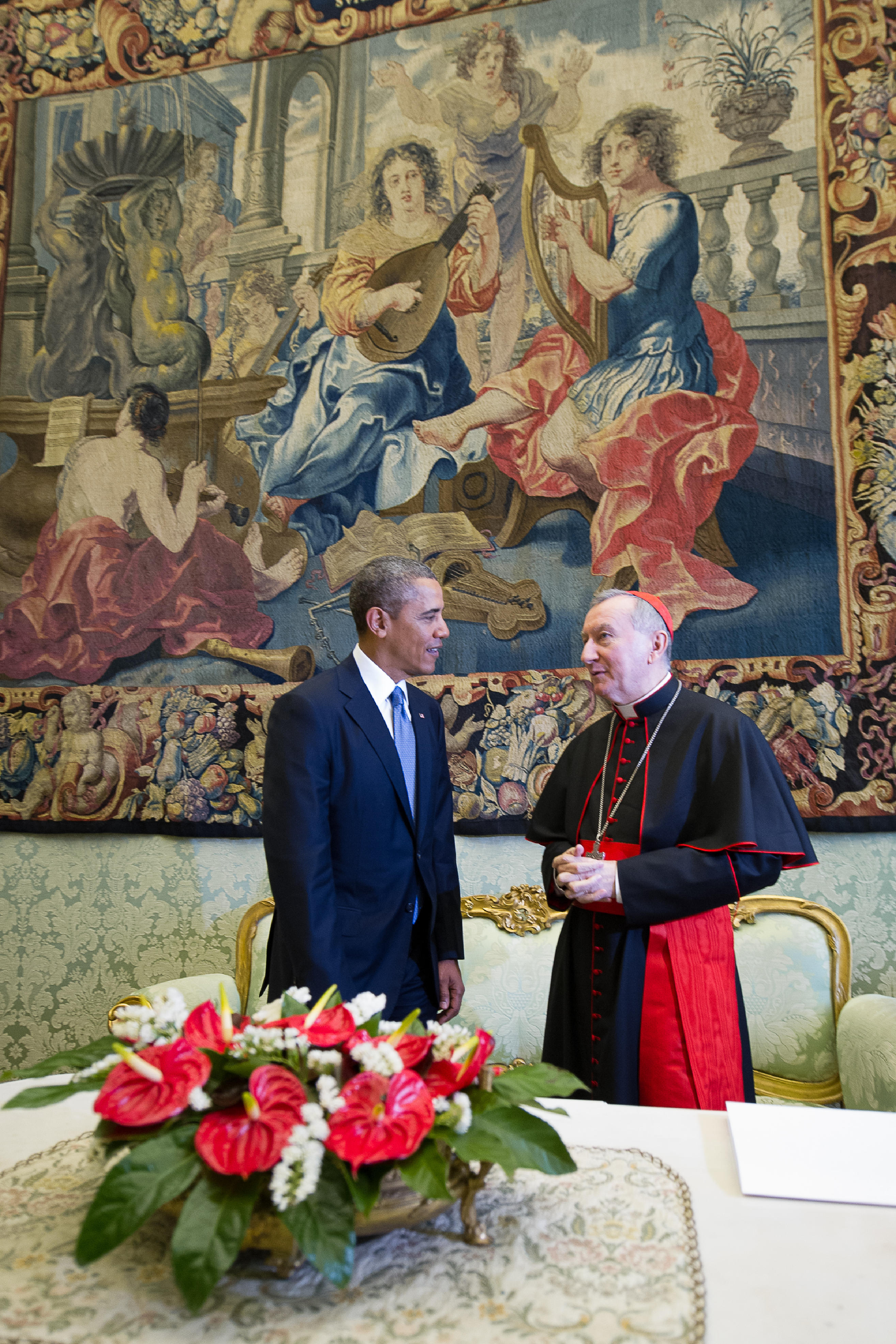
O cardeal Parolin com o ex-presidente Barack Obama.

Em 31 de agosto de 2013, o Papa Francisco nomeou-o, aos cinquenta e oito anos, Secretário de Estado; sucedeu ao Cardeal Tarcisio Bertone, que renunciou ao atingir o limite de idade. Tomou posse do seu novo cargo no dia 15 de outubro seguinte, com uma breve cerimónia que, no entanto, o viu ausente devido a uma pequena cirurgia. À data da sua nomeação era o mais jovem Secretário de Estado desde Eugenio Pacelli, que assumiu o cargo em 1930 um mês depois de completar 54 anos, bem como o segundo de origem veneziana depois do Cardeal Giambattista Rubini, no cargo de 1689 a 1691. Como Secretário, também presidente da comissão interdicasterial para as Igrejas particulares, presidente da comissão interdicasterial para as Igrejas da Europa Oriental e cardeal protetor da Pontifícia Academia Eclesiástica.
Em 12 de janeiro de 2014, durante o Angelus, o Papa Francisco anunciou a sua criação como cardeal no consistório do dia 22 de fevereiro seguinte, primeiro da lista. Durante a cerimónia, que teve lugar na Basílica de São Pedro, no Vaticano, o Pontífice concedeu-lhe o barrete, o anel cardinalício e o título presbiteral de Santos Simão e Judas Tadeu da Torre Ângela, instituído no mesmo consistório com o Touro Purpuratis Paytribus. Tomou posse de sua igreja titular em celebração realizada no dia 9 de outubro do mesmo ano, às 18h30. Até 5 de outubro de 2019, dia em que Matteo Maria Zuppi foi criado cardeal, ele era o mais jovem cardeal italiano vivo.
O Papa Francisco nomeou-o: membro da Congregação para os Bispos, em 16 de dezembro de 2013; membro da comissão de cardeais que supervisiona o I.O.R., em 15 de janeiro de 2014; membro da Congregação para as Igrejas Orientais, 19 de fevereiro de 2014; membro da Congregação para a Evangelização dos Povos, 22 de maio de 2014; membro da Congregação para a Doutrina da Fé, em 28 de maio de 2014.
Após ter participado em várias reuniões anteriores do Conselho de Cardeais, órgão criado pelo Papa Francisco para aconselhá-lo na reforma da Cúria, a partir de 1 de julho de 2014 tornou-se membro titular, elevando o número de cardeais envolvidos de oito para nove.
No dia 28 de outubro de 2016, o Pontífice nomeou-o membro da Congregação para o Culto Divino e a Disciplina dos Sacramentos.
Em 26 de junho de 2018, o próprio Papa Francisco, derrogando os cânones 350 §§ 1-2 e 352 §§ 2-3 do Código de Direito Canônico, elevou-o à ordem dos cardeais-bispos, com efeitos a partir de 28 de junho seguinte.
Em 29 de fevereiro de 2020 tornou-se presidente da Villa Nazareth.
Além da língua italiana, Parolin conhece o francês, o inglês e castelhano.

## Posições teológicas, morais, sociais e políticas

### Celibato eclesiástico
Em entrevista ao jornal venezuelano El Universal declarou-se aberto à possibilidade de revisão da norma que estabelece a obrigação do celibato para o clero de rito latino: «O celibato não é um dogma da Igreja» e «pode ser discutido porque é uma tradição eclesiástica”. «É possível falar e refletir sobre aqueles temas que não são definidos pela fé, e pensar em algumas mudanças, mas sempre a serviço da unidade e sempre segundo a vontade de Deus».

### Democracia na Igreja
Novamente na mesma entrevista, abordou o tema da democracia na Igreja: «Certamente é necessária uma maior democratização na Igreja». «Sempre se disse que a Igreja não é uma democracia. Contudo, nestes tempos há um maior espírito democrático no sentimento comum que deve ser ouvido com atenção, e creio que o Papa indicou isso como um objetivo do seu pontificado»

### Casamentos homossexuais
Em 2015, na sequência da aprovação pelos cidadãos irlandeses do referendo que legalizou o casamento entre pessoas do mesmo sexo, o cardeal declarou que o resultado da consulta foi “uma derrota para a humanidade”, dizendo-se muito triste com o sucesso que tinha acontecido.

### Eutanásia e testamentos vitais
Quanto à eutanásia, estigmatizou a escolha dos Estados que a introduzem na sua legislação e afirmou que ela é gerada pela “hybris” ou “pela arrogância violenta de quem quer equiparar-se a Deus” para decidir quando morrer. Por ocasião da aprovação pela Itália da lei sobre testamentos vitais, ele invocou a objeção de consciência em alguns pontos da nova lei como legítima e necessária.

## Ordenações[31]

### Ordenações episcopais
O Cardeal Parolin foi o principal sagrante dos seguintes bispos:
- Aldo Giordano † (2013)
- Hubertus Matheus Maria van Megen (2014)
- Marek Zalewski (2014)
- Wojciech Załuski (2014)
- Joël Michel Marie Luc Mercier (2015)
- Paolo Rocco Gualtieri (2015)
- Piergiorgio Bertoldi (2015)
- Alberto Ortega Martín (2015)
- Pierantonio Pavanello (2016)
- Paul Desmond Tighe (2016)
- Gábor Pintér (2016)
- Andrzej Józwowicz (2017)
- Angelo Accattino (2017)
- Dagoberto Campos Salas (2018)
- Marco Mellino (2018)
- Christophe Zakhia El-Kassis (2019)
- Gianfranco Gallone (2019)
- Tymon Tytus Chmielecki (2019)
- Luís Miguel Muñoz Cárdaba (2020)
- Ante Jozić (2020)
- Giovanni Gaspari (2020)
- Mark Gerard Miles (2021)
- Fermín Emilio Sosa Rodríguez (2021)
- Gilles Lucien Paul Reithinger, M.E.P. (2021)
- Visvaldas Kulbokas (2021)
- Dieudonné Datonou (2021)
- Andrea Ripa (2022)
- Javier Herrera Corona (2022)
- Jean-Sylvain Emien Mambé (2022)
- Walter Erbì (2022)
- Tomasz Grysa (2022)
- Luigi Roberto Cona (2022)
- Giuliano Brugnotto (2022)
- Giuseppe Laterza (2023)
- Alejandro Arellano Cedillo, C.O.R.C. (2023)
- Rolandas Makrickas (2023)
- Diego Giovanni Ravelli (2023)
- Gian Luca Perici (2023)
- Germano Penemote (2023)
- Mauricio Rueda Beltz (2023)
- George George Panamthundil (2023)
- Vincenzo Turturro (2024)
- Janusz Urbańczyk (2024)
- Mauro Lalli (2024)
- Séamus Patrick Horgan (2024)
- Kryspin Witold Dubiel (2024)
- Julien Kaboré (2024)
- Rubén Darío Ruiz Mainardi (2024)
- Fredrik Hansen (2025)
- Maurizio Claudio Bravi (2025)
- Ignazio Ceffalia (2025)

E foi consagrante de:
- Ángel Francisco Caraballo Fermín (2013)
- Waldemar Stanisław Sommertag (2018)
- Alfred Xuereb (2018)
- José Avelino Bettencourt (2018)
- Michael Czerny, S.J. (2019)
- Paolo Borgia (2019)
- Antoine Camilleri (2019)
- Paolo Rudelli (2019)